# Ordgarius hexaspinus
Ordgarius hexaspinus is een spinnensoort in de taxonomische indeling van de wielwebspinnen (Araneidae).
Het dier behoort tot het geslacht Ordgarius. De wetenschappelijke naam van de soort werd voor het eerst geldig gepubliceerd in 2004 door Subhendu Sekhar Saha & Dinendra Raychaudhuri.